# SBB Re 6/6 sorozat

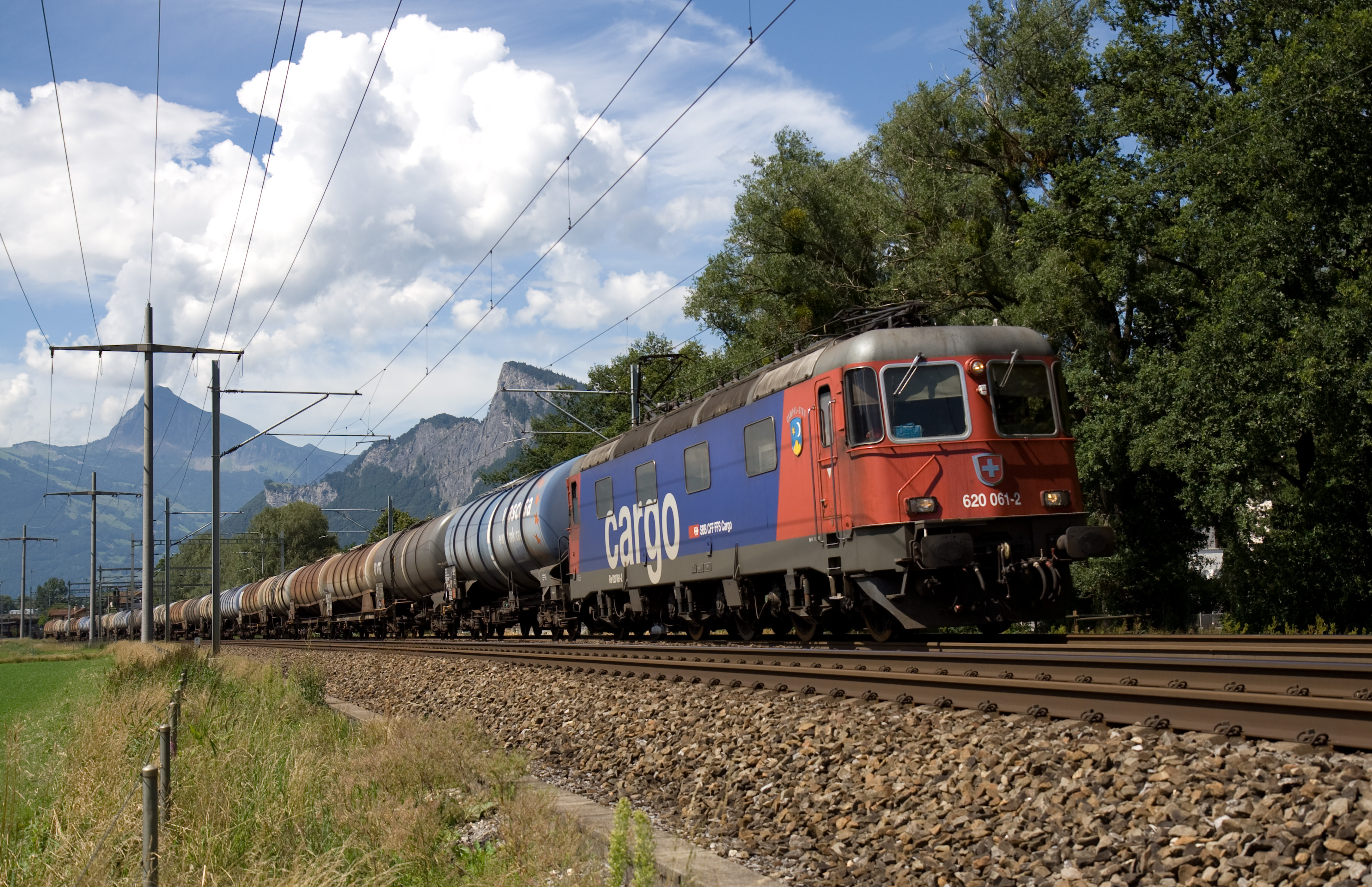
Egy Re 6-6 már a Cargo-s festéssel

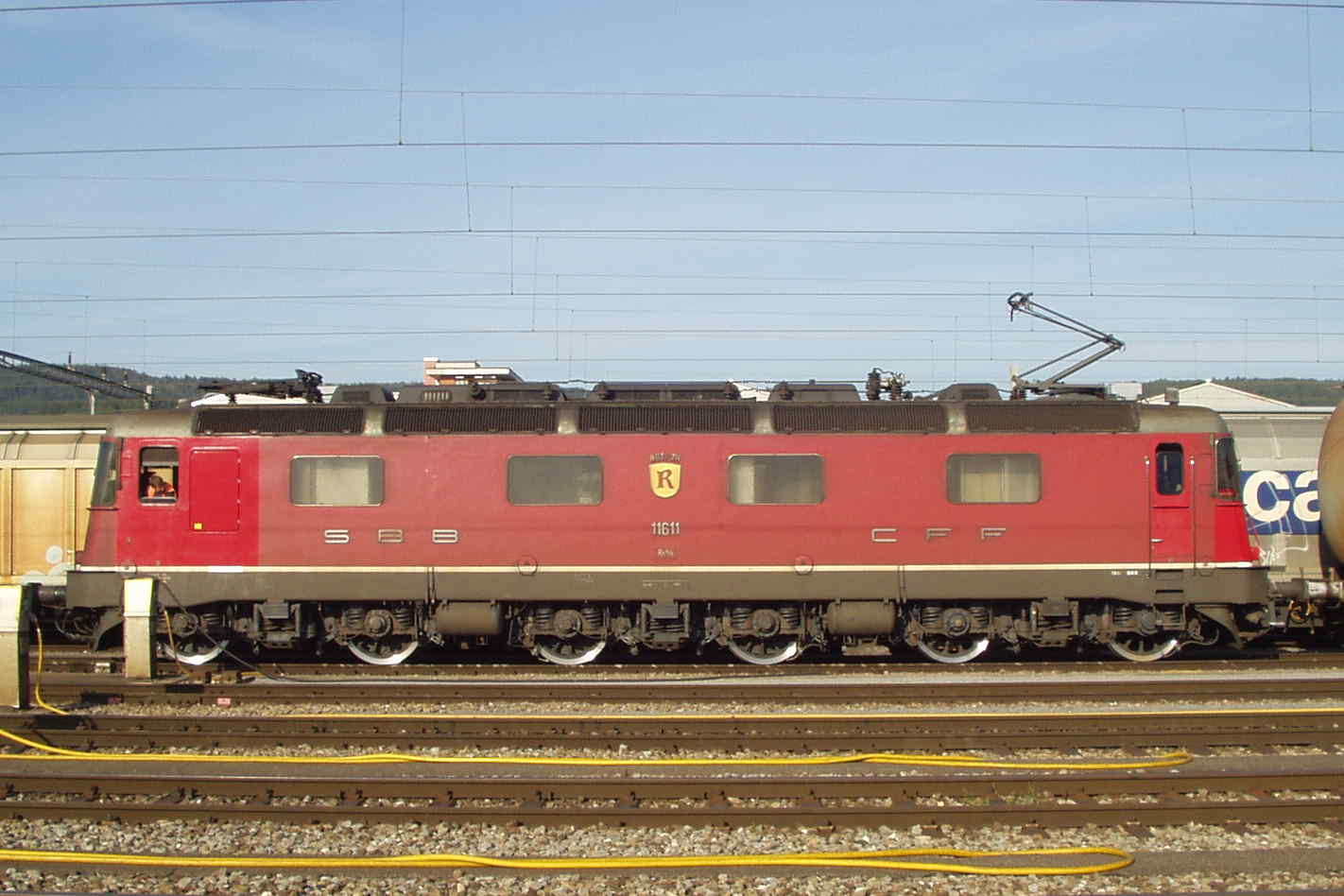
A mozdony oldalnézetből

Az SBB Re 6/6 sorozat egy svájci 15 kV, 16,7 Hz váltakozó áramú, Bo'Bo'Bo' tengelyelrendezésű villamosmozdony-sorozat. Az SBB-CFF-FFS üzemelteti. Összesen 89 db készült belőle. A Gotthárd-vasútvonalon vontat személy- és tehervonatokat. A tervezés során azért alkalmazták a három kéttengelyes forgóvázat, mert az jobban alkalmazkodik a szűk ívekhez, mint a két háromtengelyes forgóváz.

## Szerkezet és technológia
Azért, hogy elérjék a kellő vontatási teljesítményt, a tervezők a hat hajtott tengelyes hajtás mellett döntöttek az új mozdony tervezésekor, hogy minél jobb legyen a szűk ívekben a tapadási és futási teljesítménye ezért három kéttengelyes forgóváz mellett döntöttek, szemben a régebbi SBB Ae 6/6-os két forgóvázában elhelyezett három tengelyéhez képest. A még jobb futásteljesítmény elérése érdekében a középső forgóváz oldalirányban képes elmozdulni és mind a három forgóváz össze van kötve keresztirányú rugalmas kapcsolatokkal az ívben haladás megkönnyítése érdekében. Először négy prototípus mozdony készült el, melyek közül az első kettő a mozdony középen osztott főkerettel épült meg, de nem a vízszintes irányú mozgások felvétele miatt, hanem a függőleses irányú elmozdulás elősegítésére a nagyobb emelkedőkön történő áthaladás érdekében.
A második kettő prototípus a sorozatjárművekkel azonos módon épült meg ketté osztott főkeret nélkül, a függőleges irányú erők kiegyenlítése érdekében ezeken a gépeken sokkal lágyabb másodlagos rugózást alakítottak ki, melyek be is váltották a hozzájuk fűzött reményeket. A sorozat többi járműveinél már ezt a sokkal egyszerűbb és üzembiztosabb megoldást alkalmazták.
Az első kettő prototípus máig osztott főkerettel üzemel, ezek nem lesznek átalakítva a sorozat többi járműveihez hasonló főkerettel.

## Rokonság
A jármű nemcsak külső megjelenésével hasonlít az SBB Re 4/4 II sorozathoz, hanem a vezetőállás elrendezésében és főtranszformátorával is "kistestvérére hajaz", azzal a különbséggel, hogy az Re 6/6 sorozat két transzformátorral épült, melyek közül az egyik a vontatási a másik a fékező transzformátor szerepét tölti be, habár szerkezetileg ezek egyformák, mindkettő a forgóvázak között kapott helyet. Bár külső megjelenésére az Re 6/6 a magasabb tető kialakítása miatt robusztusabbnak tűnik az Re 4/4 szemben, de ezek a jegyek csak a két gép egymás mellett állásakor tűnnek csak szembe.

## Általános felhasználás
Az Re 6/6 fel lett szerelve ún. multiple unit train control (távvezérlés) rendszerrel, ami lehetővé teszi nemcsak a saját sorozatjárművek, hanem más járművekkel mint pl. SBB Re 4/4 II ;SBB Re 4/4 III; SBB Re 4/4 IV; SBB RBe 540 történő távvezérlését.
Személyszállításban a nehéz személyszállító vonatok továbbítása volt a fő feladatuk kettő darab Re 4/4 mozdony alkalmazása helyett.
Teherszállításban egész Svájc szerte találkozhattunk Re 6/6 mozdonyokkal, de a Gotthárd-vasútvonalon általában csatolva, szinkron üzemben Re 4/4 II és Re 4/4 III mozdonyokkal közlekedik. Ezt a párosítást hívják viccesen Re 10/10-nek a Svájciak, hiszen tíz hajtott tengelyű "mozdonyt" kapnak ezzel a csatolt üzemmóddal. ebben a csatolt összeállításban a 26‰ emelkedőkön akár 1300 tonnás vonatok továbbítása is lehetségessé válik. Ennél nagyobb terhelés esetén 1600 tonna terhelésig egy csatolt tolómozdonyt kell igénybe venniük a vonat továbbítására.

## Átszámozás
11638 számú mozdonyt 1990-ben történt baleset miatt selejtezték, ezért az 1992-ben kezdődött UIC szerinti átszámozás már ezt a mozdonyt nem érintette, bár a teljes átszámozás soha nem ment teljesen végbe. 2005-ben az újraszámozás ismét elkezdődött, a legkisebb pályaszám így a 620 001 lett, habár a 11638 már nem létezett, mégis kiosztották neki a 620 038 számot. Így is még csak hat mozdony kezdhette meg a 2006-os évet az új számával.

## Ref 6/6
Kísérletképpen kettő járművet felszereltek rádiótávirányítással, a Gotthard vonalon csatolt tolóként közlekedő járművek első mozdonyról történő vezérlése érdekében. A kísérlet lezárulása után harminc mozdonyt szereltek fel ezzel a berendezéssel, ezek után ezen járművek egy új alsorozatot jelentenek, melyeket kis f betűvel különböztettek meg, Ref 6/6 lett új sorozatuk.

## Átszervezés után
Mikor az SBB több részre oszlott, az első tizenhárom mozdony 11601-11613 a személyszállításhoz került. 2003 január elsejével ezeket a járműveket kicserélték 13 Re 4/4 460 sorozatú mozdonyokkal, így mind a 88 mozdony az SBB-Cargohaz került. A 460-as sorozatú járművek cseréjével ismét egyeduralkodó járművekké váltak az Re 6/6 sorozatú mozdonyok a Gotthard vonal teherszállításában.

## Fűtőházak
Az Re 6/6 mozdonyok Erstfeld, Bellinzona, Lausanne fenntartási telephelyekre lettek állomásítva. Főműhelyük Bellinzona.